# Ceratocapsus fasciatus
Ceratocapsus fasciatus är en insektsart som först beskrevs av Philip Reese Uhler 1877.  Ceratocapsus fasciatus ingår i släktet Ceratocapsus och familjen ängsskinnbaggar. Inga underarter finns listade i Catalogue of Life.